# Deportivo Asociación de Vecinos Santa Ana
Deportivo Asociación de Vecinos Santa Ana es un club de fútbol de la ciudad de Madrid en la Comunidad de Madrid, concretamente en el Barrio de Fuencarral. Fundado en 1974, juega en la Tercera División de España - Grupo VII. Juega en el estadio Polideportivo de Santa Ana, que cambió de denominación para pasar a llamarse Martín Temiño en honor a su canterano, con una capacidad para  2000 espectadores.

## Datos del Club
- Dirección Social: Hospitalet de Llobregat s/n 28034 Madrid
- Teléfono de Contacto: 91 735 08 51
- Página Web Oficial: davsantaana.es

## Temporadas
| Temporada | Liga               | Posición | Copa |
| --------- | ------------------ | -------- | ---- |
| 1990-91   | Tercera División   | 17       |      |
| 1991-92   | Preferente         |          |      |
| 1992-93   | Tercera División   | 15       |      |
| 1993-94   | Tercera División   | 9        |      |
| 1994-95   | Tercera División   | 1        |      |
| 1995-96   | Segunda División B | 20       |      |
| 1996-97   | Tercera División   | 2        |      |
| 1997-98   | Tercera División   | 10       |      |
| 1998-99   | Tercera División   | 5        |      |
| 1999-00   | Tercera División   | 3        |      |
| 2000-01   | Tercera División   | 6        |      |
| 2001-02   | Tercera División   | 9        |      |
| 2002-03   | Tercera División   | 16       |      |
| 2003-04   | Tercera División   | 11       |      |
| 2004-05   | Tercera División   | 12       |      |
| 2005-06   | Tercera División   | 14       |      |

| Temporada | Liga             | Posición | Copa |  |
| --------- | ---------------- | -------- | ---- |  |
| 2006-07   | Tercera División | 19       |      |  |
| 2007-08   | Preferente       | 2        |      |  |
| 2008-09   | Tercera División | 12       | '    |  |
| 2009-10   | Tercera División | 18       |      |  |
| 2010-11   | Preferente       | 9        |      |  |
| 2011-12   | Preferente       | 2        |      |  |
| 2012-13   | Tercera División | 20       |      |  |
| 2013-14   | Preferente       | 17       |      |  |
| 2014-15   | Primera Regional | 1        |      |  |
| 2015-16   | Preferente       | 2        |      |  |
| 2016-17   | Tercera División | 10       |      |  |
| 2017-18   | Tercera División | 15       |      |  |
| 2018-19   | Tercera División | 11       |      |  |
| 2019-20   | Tercera División | 11       |      |  |
| 2020-21   | Tercera División | 11       |      |  |
| 2021-22   | Preferente       | 17       |      |  |
| 2022-23   | Primera Regional | 7        |      |  |

- 0 temporada en Primera División
- 0 temporada en Segunda División
- 1 temporada en Segunda División B
- 20 temporadas en Tercera División

## Uniforme
- Uniforme titular: Camiseta amarilla, pantalón azul, medias amarillas.
- Uniforme alternativo: Camiseta azul, pantalón amarillo, medias azules.

## Estadio
- Nombre:  Polideportivo Santa ana
- Capacidad:  2000

## Palmarés

### Campeonatos nacionales
- Tercera División (1): 1994-95 (Grupo VII).[1]
- Subcampeón de Tercera División (1): 1996-97 (Grupo VII).[2]

### Campeonatos regionales
- Primera Regional de Madrid (1): 2014-15 (Grupo 1).[3]
- Tercera Regional Preferente Castellana (1): 1982-83 (Grupo 6).[4]
- Tercera Regional Ordinaria Castellana (1): 1981-82 (Grupo 8).[5]
- Copa RFEF (Fase Regional de Madrid) (2): 1996-97[6] y 2001-02.[7]
- Copa RFFM Comunidad de Madrid (1): 1992-93.[8]
- Subcampeón de la Regional Preferente de Madrid (5): 1989-90 (Grupo 1),[9] 1991-92 (Grupo 1),[10] 2007-08 (Grupo 1),[11] 2011-12 (Grupo 1)[12] y 2015-16 (Grupo 1).[13]
- Subcampeón de la Primera Regional de Madrid (1): 1988-89 (Grupo 4).[14]
- Subcampeón de la Copa RFEF (Fase Regional de Madrid) (2): 1998-99 y 1999-00.

### Trofeos amistosos
- Trofeo Alcarria: (1) 1995.